# 래리 월
래리 월(Larry Wall, 1954년 9월 27일 ~ )은 미국의 컴퓨터과학자이자 저술가다. 펄 프로그래밍 언어를 만든 것으로 유명하다.

## 생애
래리 월은 미국 캘리포니아주 로스앤젤레스 남부에서 태어나 로스앤젤레스와 워싱턴주 브레머튼에서 어린 시절을 보냈다. 1976년 시애틀 퍼시픽 대학교에 입학하여 화학과 음악을 전공하다가 의학부 진학 과정을 밟았고, 시애틀 퍼시픽 대학교의 컴퓨터 센터에서 몇 년간 일한 뒤, '자연어 및 인공 언어 (Natural and Artificial Languages)' 학사 학위를 받고 졸업했다.
이후 캘리포니아 대학교 버클리 대학원에 진학하여, 아내 글로리아와 함께 언어학을 전공했다. 두 사람은 문자가 없는 언어들을 위한 새로운 문자 체계를 만들고 성경을 번역하여 아프리카 등지에서 기독교를 선교할 계획이었지만, 건강상의 이유로 포기했다. 대학원을 마친 뒤에는 유니시스와 NASA 제트추진연구소에서 근무했다.
나사렛 교회의 열성적인 신도다.

## 업적
유즈넷용 뉴스 클라이언트인 rn을 개발했으며, 소프트웨어 개발자들에게 널리 쓰이는 patch의 최초 개발자로도 유명하다. IOCCC(국제 난독화 C 언어 대회)에서 두 차례 우승했고, 1998년 자유 소프트웨어 재단 자유 소프트웨어 진보상의 초대 수상자다.
펄 프로그래밍 언어와 펄 인터프리터는 시스템 디밸롭먼트 코퍼레이션(지금은 유니시스에 합병)에 근무하는 동안 개발했다. 《프로그래밍 펄》을 랜들 L. 슈왈츠와 공동 저술했고 《펄 쿡북》에도 편집자로 참여했다. 이후 오라일리 미디어에 입사하여 펄 개발과 펄 관련 저술 활동을 이어갔다.
펄 프로젝트의 자비로운 종신 독재자로서 펄 언어의 개발을 총괄하고 있다.

## 같이 보기
- 펄